# Rellotge d'aigua
|  | No s'ha de confondre amb Rellotge d'aigua de tambor. |

Un rellotge d’aigua és qualsevol aparell per a mesurar el pas del temps (rellotge) amb el qual el temps es mesura mitjançant el flux regulat de líquid que en alguns casos s'empra com força motriu per fer moure algun tipus de mecanisme i en altres es dirigeix cap a l'entrada o cap a la sortida d'un recipient on es mesura la quantitat de líquid. En el cas dels rellotges d'aigua de tambor, l'aigua es far circular entre diferents compartiment interns del tambor, estabilitzant el seu gir, com regulador hidràulic, semblant en funcionalitat a un escapament mecànic.
Una mostra de dos rellotges d’aigua de sortida del Museu Àgora Antiga d’Atenes. La part superior és un original de finals del segle V aC. La part inferior és una reconstrucció d'un original de fang.
Els rellotges d’aigua són un dels instruments més antics per mesurar el temps. La sortida en forma de bol és la forma més simple d’un rellotge d’aigua i se sap que va existir a Babilònia, Egipte i Pèrsia cap al segle XVI aC. Altres regions del món, incloses l'Índia i la Xina, també tenen dissenys primitives de rellotges d'aigua. De fet, tot i que les dates més antigues són menys segures, alguns autors, afirmen que els rellotges d’aigua van aparèixer a la Xina ja a partir del 4000 AC.

## Dissenys
Un rellotge d’aigua utilitza el flux d’aigua per mesurar el temps. Si es deixa de banda la viscositat, el principi físic necessari per estudiar aquests rellotges és la llei de Torricelli. Hi ha dos tipus de rellotges d’aigua: l'entrada i la sortida. En un rellotge d’aigua de sortida, un contenidor s’omple d’aigua i l’aigua es drena lentament i uniformement del contenidor. Aquest contenidor té marques que s’utilitzen per mostrar el pas del temps. Quan l'aigua surt del contenidor, un observador pot veure on l'aigua està a nivell de les línies i dir quant de temps ha passat.
Un rellotge d’aigua d’entrada funciona bàsicament de la mateixa manera, excepte que en lloc de sortir del contenidor, l’aigua omple el contenidor marcat. Quan el contenidor s’omple, l’observador pot veure on l’aigua es troba amb les línies i dir quant de temps ha passat. Alguns rellotges moderns s’anomenen "rellotges d’aigua", però funcionen de manera diferent dels antics. El seu cronometratge es regeix per un pèndol, però utilitzen aigua per a altres propòsits, com ara proporcionar la potència necessària per conduir el rellotge mitjançant una roda hidràulica o alguna cosa similar, o per emprar aigua per a mostrar l'hora.
Els grecs i els romans van avançar el disseny del rellotge d’aigua en inventar la clepsydra d’entrada amb un sistema de retroalimentació primitiu, un engranatge i un mecanisme d’escapament, que estaven connectats a autòmats fantàstics i donaven com a resultat una precisió millorada. Es van fer altres avenços a l'Imperi Romà d'Orient, Síria i Mesopotàmia, on els rellotges d’aigua cada vegada més precisos incorporaven complexos engranatges segmentaris i epicíclics, rodes hidràuliques i programabilitat, avenços que finalment es van dirigir a Europa. Independentment, els xinesos van desenvolupar els seus propis rellotges d’aigua avançats, que incorporaven engranatges, mecanismes d’escapament i rodes d’aigua, transmetent les seves idees a Corea i Japó.
Alguns dissenys de rellotges d’aigua es van desenvolupar de forma independent i alguns coneixements es van transferir mitjançant la difusió del comerç. Aquests primers rellotges d’aigua es van calibrar amb un rellotge de sol. Tot i que mai no va assolir un nivell de precisió comparable als estàndards actuals de cronometratge, el rellotge d’aigua va ser el dispositiu de cronometratge més precís i utilitzat durant mil·lennis, fins que va ser substituït per rellotges de pèndol més precisos a l’Europa del segle xvii.

## Àrees de desenvolupament

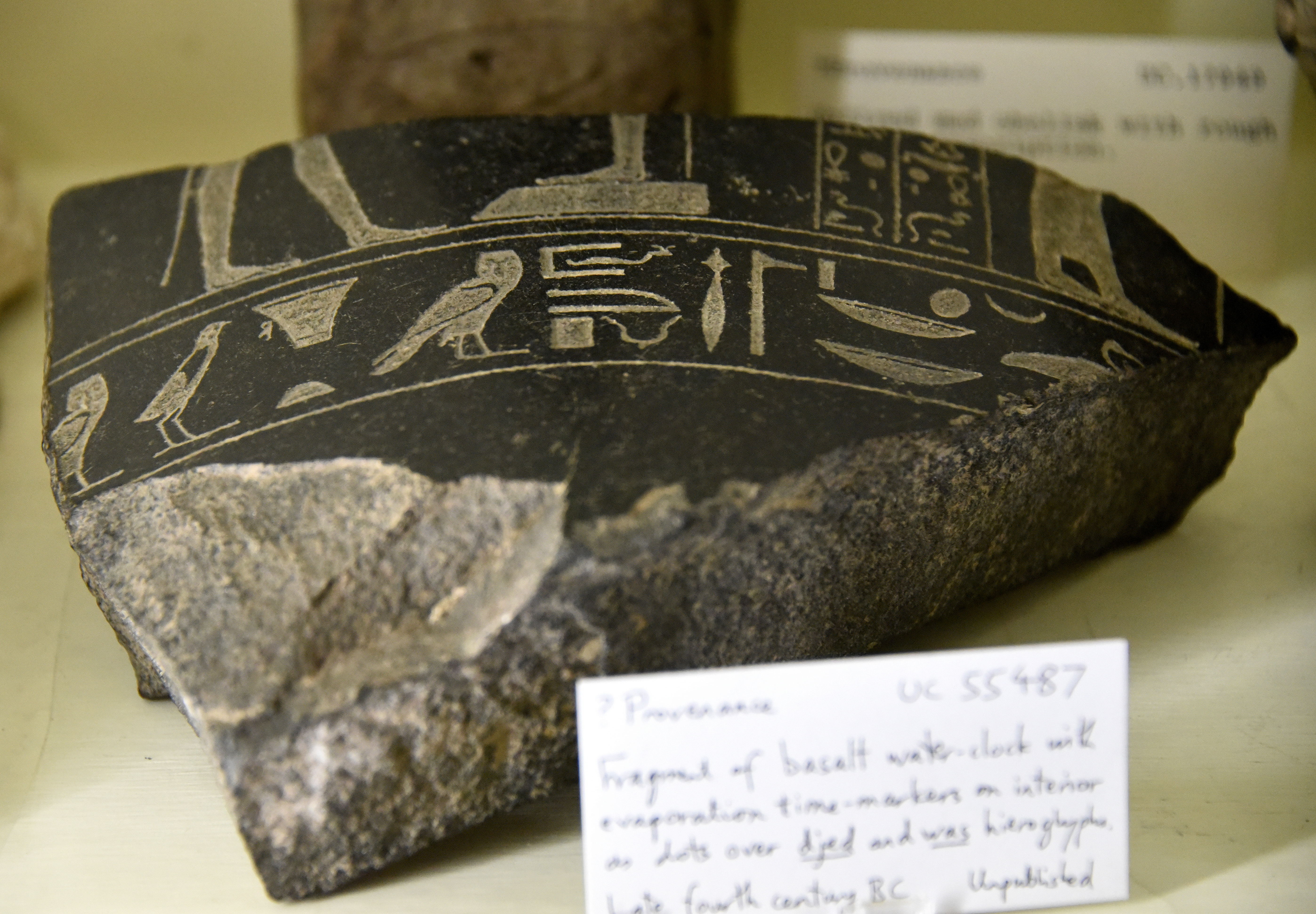
Fragment d'un rellotge d'aigua de basalt, amb marcadors de temps d'evaporació a l'interior com a punts a djed i que eren jeroglífics. Època final, 30a dinastia. D'Egipte. El Petrie Museum of Egyptian Archaeology, Londres

### Egipte
El rellotge d’aigua més antic del qual hi ha proves físiques data del c. 1417–1379 aC, durant el regnat d’ Amenofis III, i es va utilitzar al temple d’Amen-Re a Karnak. La documentació més antiga del rellotge d'aigua és la inscripció de la tomba del funcionari de la cort egípcia del segle XVI aC Amenemhet, que s'identifica com el seu inventor.
Aquests rellotges d'aigua simples, que eren del tipus de sortida, eren vasos de pedra amb els costats inclinats que permetien que l'aigua gotegés a una velocitat gairebé constant des d'un petit forat proper al fons. Hi havia dotze columnes separades amb marques espaiades constantment a l'interior per mesurar el pas de les "hores" a mesura que el nivell de l'aigua hi arribava.
Les columnes eren per a cadascun dels dotze mesos per permetre les variacions de les hores estacionals. Aquests rellotges eren utilitzats pels sacerdots per a determinar l’hora nocturna de manera que els ritus i sacrificis del temple es poguessin realitzar a l’hora correcta. Aquests rellotges també es podien haver utilitzat a la llum del dia.

### Babilònia
| Tauleta d’argila                                  | Tauleta d’argila                                                             |
| ------------------------------------------------- | ---------------------------------------------------------------------------- |
| Càlculs del rellotge d’aigua de Nabû-apla-iddina. |                                                                              |
| Mida                                              | H: 8,2 cm (3,2 polzades) W: 11,8 cm (4,6 polzades) D: 2,5 cm (0,98 polzades) |
| Escriure                                          | cuneïforme, acadi                                                            |
| Creada                                            | 600BC-500BC                                                                  |
| Ubicació actual                                   | Sala 55, Museu Britànic                                                      |
| Identificació                                     | 29371                                                                        |

A Babilònia, els rellotges d’aigua eren del tipus de sortida i tenien una forma cilíndrica. L’ús del rellotge d’aigua com a ajut per als càlculs astronòmics es remunta a l'època vella babilònica (cap al 2000 - cap al 1600 aC). Tot i que no hi ha rellotges d’aigua de la regió mesopotàmica que hagin sobreviscut, la majoria de les proves de la seva existència provenen d’escrits sobre tauletes d’argila. Dues col·leccions de tauletes, per exemple, són l' Enuma-Anu-Enlil (1600–1200 aC) i el MUL. APIN (segle VII aC). En aquestes tauletes, s’utilitzen rellotges d’aigua en referència al pagament de les guàrdies de nit i de dia ().
Aquests rellotges eren únics, ja que no tenien cap tipus d'indicador ni les agulles (com s’utilitzen habitualment avui en dia) ni les osques ranurades (com s’utilitzaven a Egipte). En lloc d'això, aquests rellotges mesuraven el temps "pel pes de l'aigua que fluïa". El volum mesurava en unitats de capacitat anomenades qa. El pes, mana (la unitat grega d’aproximadament una lliura), és la unitat de pes de l’aigua d’un rellotge d’aigua.
A l’època de Babilònia, el temps es mesurava amb hores temporals. Així, a mesura que les estacions canviaven, també va canviar la durada del dia. "Per definir la durada d'un" rellotge nocturn "al solstici d'estiu, s'havia d'abocar dos mana d'aigua en una clepsídra cilíndrica; el seu buidatge indicava el final del rellotge. S’havia d’afegir una sisena part de mana cada mig mes successiu. A l'equinocci, es van haver de buidar tres manes per correspondre a un rellotge i es van buidar quatre manes per cada rellotge de la nit solsticial d'hivern ".

### Índia
Segons N. Kameswara Rao, les olles excavades al jaciment de la vall de l'Indus de Mohenjo-daro (cap al 2500 aC) es podrien haver utilitzat com a rellotges d'aigua. Estan afilades per la part inferior, tenen un forat lateral i són similars a l’utensil que s’utilitza per fer abhiṣeka (abocament d’aigua ritual) als lingams. N. Narahari Achar i Subhash Kak suggereixen que l’ús del rellotge d’aigua a l'antiga Índia s’esmenta a l’Atharvaveda des del 2n mil·lenni aC.
L'escola Jyotisha, una de les sis disciplines Vedanga, descriu rellotges d’aigua anomenats ghati o kapala que mesuren el temps en unitats de nadika (uns 24 minuts). Al Sürya Siddhānta (segle V dC) s’esmenta una clepsídra en forma de vas de coure flotant i que s’enfonsa. A Nalanda, una universitat budista, es mesuraven intervals de quatre hores mitjançant un rellotge d’aigua, que consistia en un bol de coure similar que contenia dos flotadors grans en un bol més gran ple d’aigua. El bol s'omplia d’aigua per un petit forat al fons i s'enfonsarva quan estava completament ple, marcant les hores amb un tambor durant el dia. La quantitat d'aigua amb què s'omplia variava segons les estacions de l'any, i el rellotge el manejaven els estudiants de la universitat.
Les descripcions de rellotges d'aigua similars també es donen a la Pañca Siddhāntikā pel polímata Varāhamihira (segle VI dC), que afegeix més detalls al relat que apareix al Sürya Siddhānta. Es descriuen altres descripcions al Brāhmasphuṭa Siddhānta, del matemàtic Brahmagupta (segle vii). Una descripció detallada amb mesures també fou registrada per l'astrònom Lalla (segle VIII dC), que descriu el ghati com un vas de coure semiesfèric amb un forat al fons que s'omplia completament trancorregut d'un nadika.

### Xina

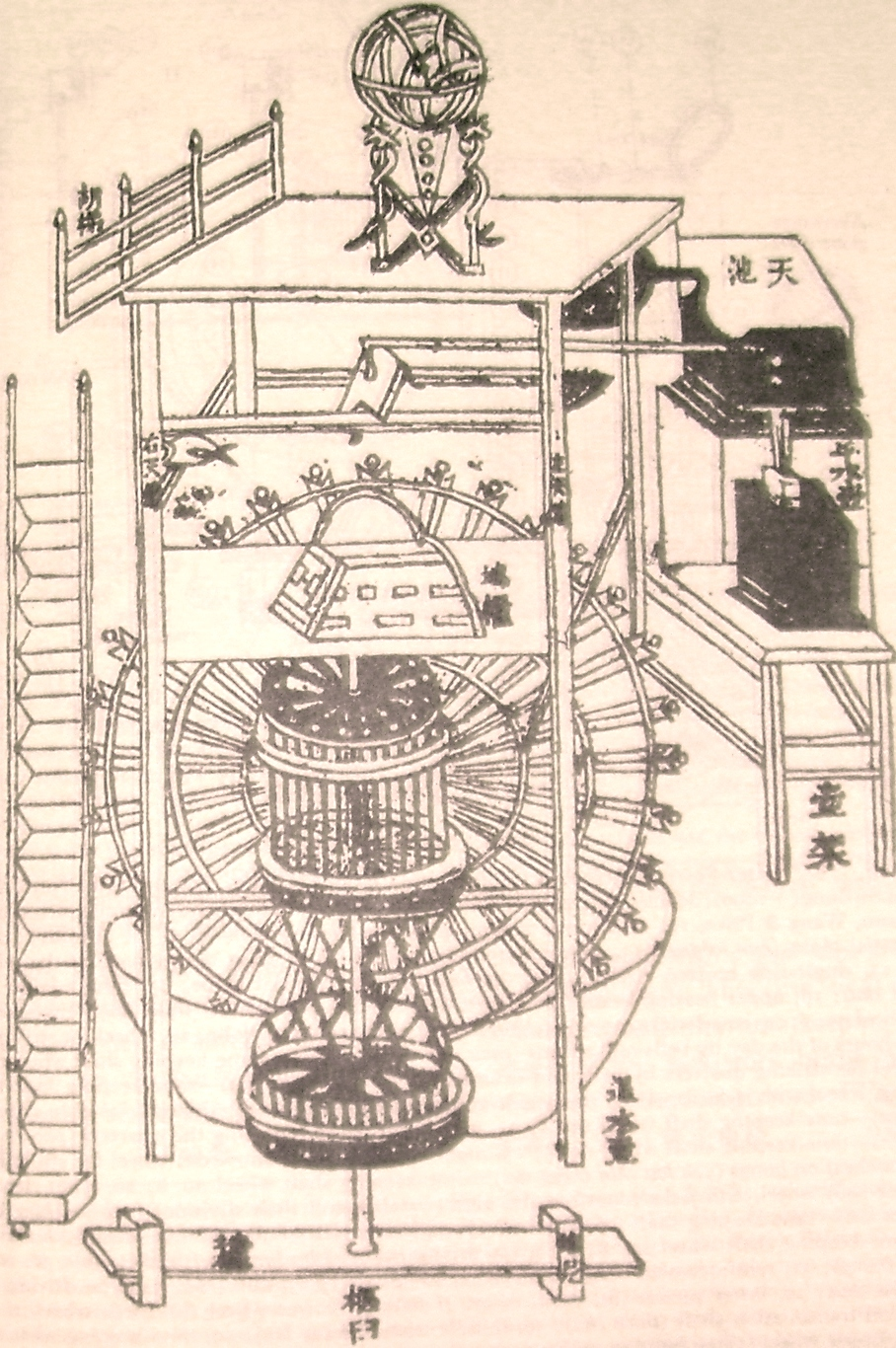
El mecanisme accionat per aigua de la torre del rellotge astronòmic de Su Song, que inclou un tanc de rellotge d’aigua, roda hidràulica, mecanisme d'escapament i accionament de cadena per alimentar una esfera armil·lar i 113 peces impactants per fer sonar les hores i mostrar plaques informatives.

A l'antiga Xina, així com a tot l’Àsia oriental, els rellotges d’aigua eren molt importants en l'estudi de l'astronomia i l'astrologia. La referència escrita més antiga data de l’ús del rellotge d’aigua a la Xina al segle VI aC. A partir del 200 aC en endavant, la clepsidra de sortida va ser substituïda gairebé a tot arreu a la Xina pel tipus d’entrada amb una vareta indicadora portada sobre un flotador.
El filòsof i polític de la dinastia Han, Huan Tan (40 aC - 30 dC), secretari del tribunal encarregat dels rellotges d’aigua, va escriure que havia de comparar els rellotges d’aigua amb els rellotges de sol a causa de com la temperatura i la humitat afectaven la seva precisió, demostrant que els efectes que en aquell moment es coneixien l'evaporació, així com la temperatura de la velocitat a la qual flueix l'aigua.
El líquid dels rellotges d’aigua es podia congelar i s'havia de mantenir calent mitjançant torxes, un problema que va ser resolt el 976 per l’astrònom i enginyer xinès Zhang Sixun. El seu invent —una considerable millora del rellotge de Yi Xing— utilitzava mercuri en lloc d’aigua. El mercuri és un líquid a temperatura ambient i es congela a −38.9 °C (−38.0 °F), inferior a qualsevol temperatura de l’aire que normalment es troba a la Terra. De nou, en lloc d’utilitzar aigua, l'enginyer Zhan Xiyuan de la dinastia Ming (c. 1360–1380) va crear un rellotge de rodes impulsat per sorra, millorat per Zhou Shuxue (c. 1530–1558).
L'ús dels rellotges d’aigua per a impulsar mecanismes que il·lustressin fenòmens astronòmics va començar amb el poliamata de la dinastia Han Zhang Heng (78-139) el 117, que també va emprar una sínia. Zhang Heng va ser el primer a la Xina a afegir un dipòsit de compensació addicional entre el dipòsit i el vas d’entrada, cosa que va resoldre el problema de la pressió de caiguda en la capçalera del dipòsit. L'enginy de Zhang va conduir a la creació per part del matemàtic i enginyer de la dinastia Tang Yi Xing (683-727) i Liang Lingzan el 725 d'un rellotge impulsat per un mecanisme hidràulic amb escapament de roda.
El mateix mecanisme seria utilitzat pel poliamata Su Song de la dinastia Song (1020-1101) el 1088 per alimentar la seva torre astronòmica del rellotge, així com una cadena. La torre del rellotge de Su Song 30 peus (9.1 m) altura, posseïa una esfera armil·lar motoritzada de bronze per a observacions, un globus celeste que gira automàticament i cinc panells frontals amb portes que permetien la visualització de maniquins canviants que tocaven campanes o gongs i contenia tauletes que indicaven les hores especials del dia. Des de l'any 2000, a la torre del tambor de Pequín, hi ha un rellotge d’aigua tipus sortida operatiu que es mostra als turistes. Es connecta als autòmats de manera que cada quart d’hora una petita estàtua de llautó d’un home fa sonar uns platerets.

### Pèrsia

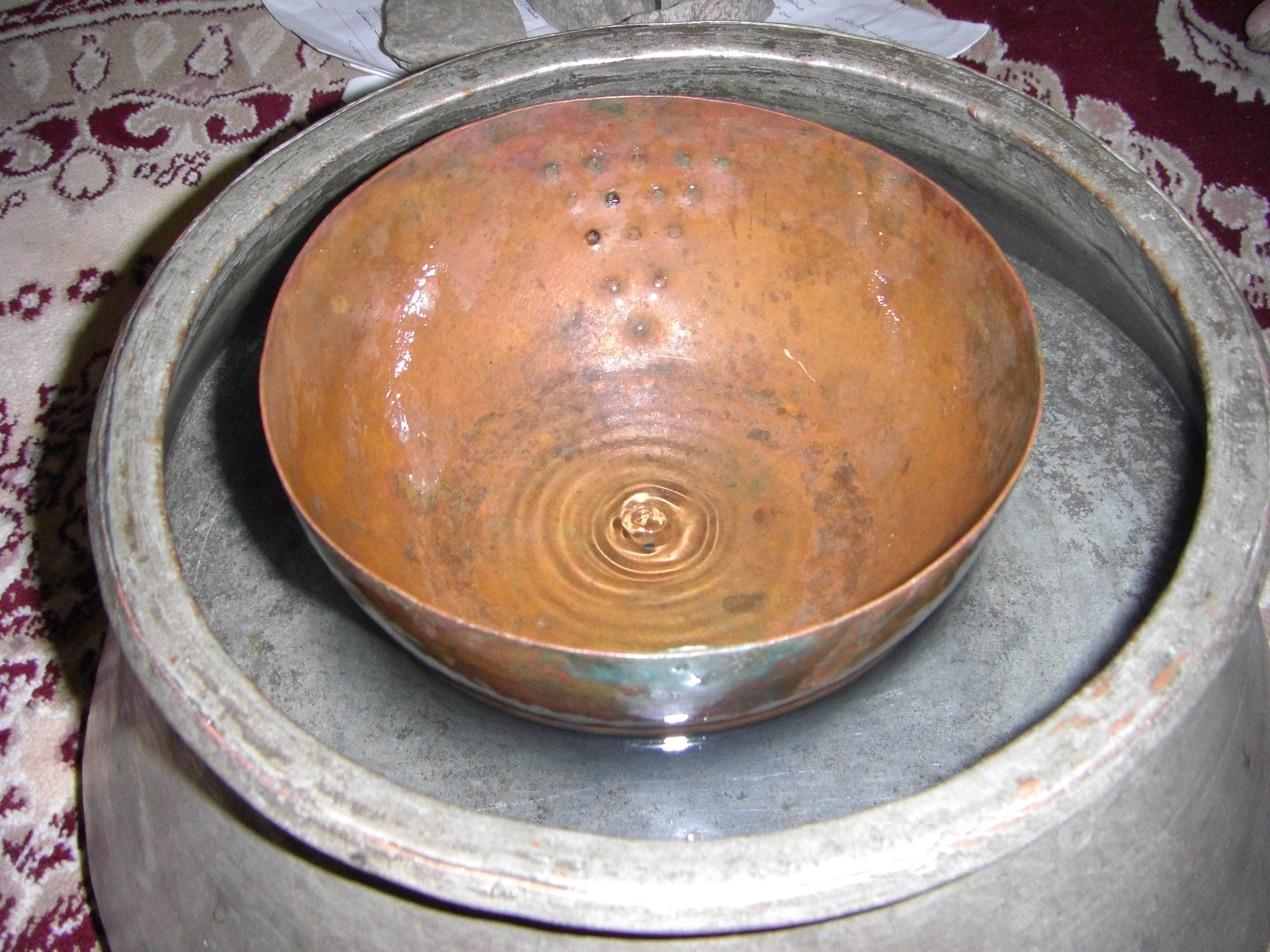
Rellotge persa antic

L’ús de rellotges d’aigua a l'Iran, especialment a Zibad i Gonabad, es remunta al 500 aC. Més tard, també es van utilitzar per determinar els dies sagrats exactes de les religions preislàmiques, com ara el Nowruz, Chelah o Yaldā, els dies i nits més curts, llargs i iguals dels anys. Els rellotges d'aigua que s'utilitzaven a l'Iran eren una de les eines antigues més pràctiques per al calendari anual.
El rellotge d’aigua, o Fenjaan, era el dispositiu de cronometratge més precís i utilitzat habitualment per calcular la quantitat o el temps que un agricultor ha de prendre aigua d’un qanat o pou per al reg, fins que va ser substituïda per rellotges de corrent més precisos.
Els rellotges d'aigua perses eren una eina pràctica i útil per als accionistes del qanat per calcular el temps que podien desviar l'aigua a la seva granja. El qanat (Kariz) era l'única font d'aigua per a l'agricultura i el reg a la zona àrida, de manera que era molt important una distribució justa de l'aigua. Per tant, s'escollia una persona gran i intel·ligent per ser el gestor del rellotge d’aigua anomenat (MirAab), i es necessitaven almenys dos gestors a temps complet per controlar i observar el nombre de fenjanes (hores) i anunciar l’hora exacta dels dies i de les nits des de la sortida del sol fins l'ocàs perquè els accionistes normalment es dividien entre els propietaris diurns i els propietaris nocturns.

El Fenjaan consistia en una olla gran plena d’aigua i un bol amb un petit forat al centre. Quan el bol s’omplia d’aigua, s’enfonsava a l’olla i llavors el gerent buidava el bol i el posava de nou a la part superior de l’aigua de l’olla i comptava el nombre de vegades que s’enfonsava el bol posant pedres petites en un pot. El lloc on es trobava el rellotge i els seus gestors eren coneguts col·lectivament com khaneh Fenjaan. Normalment, aquest solia ser el pis superior d’una casa pública, amb finestres orientades a l’oest i a l'est per mostrar l’hora de la sortida del sol i de l'ocàs. També hi havia una altra eina de manteniment del temps anomenada estaryab o astrolabi, però s’utilitzava principalment per a creences supersticioses i no era pràctica per utilitzar-la com a calendari de pagesos. El rellotge d'aigua de Zibad Gonabad va estar en ús fins al 1965 quan va ser substituït per rellotges moderns. 

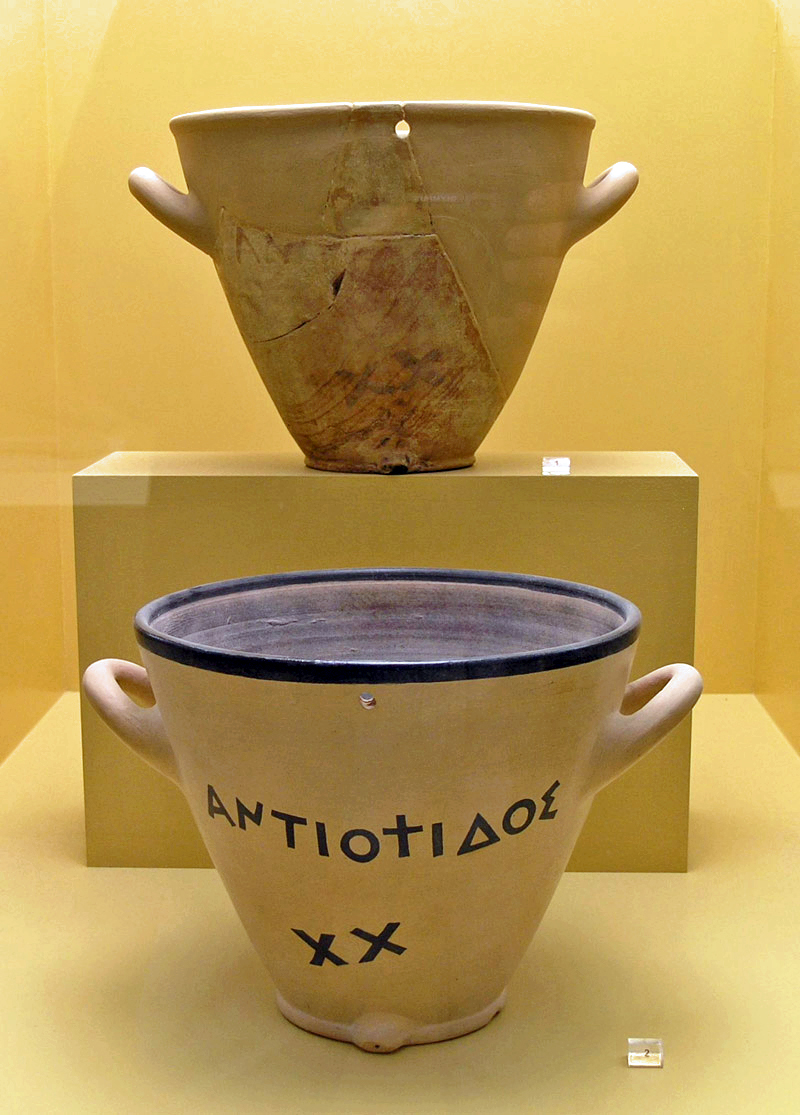
Una mostra de dos rellotges d’aigua de sortida del Museu Àgora Antiga d’Atenes. La part superior és un original de finals del segle V aC. La part inferior és una reconstrucció d'un original de fang.

### Món grecoromà - Clepsydra
Article principal: Clepsidra
La paraula " clepsydra " prové del grec que significa "lladre d'aigua" (κλεψύδρα grec κλέπτειν kleptein, 'robar'; δωρ hydor, 'aigua'). Els grecs van avançar considerablement el rellotge d’aigua abordant el problema de la disminució del cabal. Van introduir diversos tipus de clepsydra d'entrada, un dels quals incloïa el sistema de control de retroalimentació més primerenc. Ctesibius va inventar un sistema d’indicadors típic de rellotges posteriors com el dial i el punter.
L'enginyer romà Vitruvi va descriure els primers despertadors, treballant amb gongs o trompetes. El rellotge d’aigua d’ús habitual era la simple clepsydra de sortida. Aquest petit vasde terrissa tenia un forat al costat prop de la base. Tant a l'època grega com a la romana, aquest tipus de clepsydra s'utilitzava als tribunals per assignar períodes als parlants. En casos importants, com ara quan es jugava la vida d'una persona, s'omplia completament, però en casos menors, només parcialment. Si s’interrompien els procediments per qualsevol motiu, com per exemple per examinar documents, el forat de la clepsídra es tapava amb cera fins que l’orador podia reprendre la seva súplica.

#### Font de Clepsydra de l'acròpoli atenesa
Just al nord-est de l'entrada a l'Acròpoli d'Atenes hi havia una famosa font natural anomenada Clepsydra. L'esmenta Aristòfanes a Lisístrata (línies 910–913) i a altres fonts literàries antigues. Es va construir una casa font al lloc c. 470-460 aC; era de construcció rectangular senzilla amb un lavabo i pati pavimentada.

#### Clepsydrae per a mesurar el temps

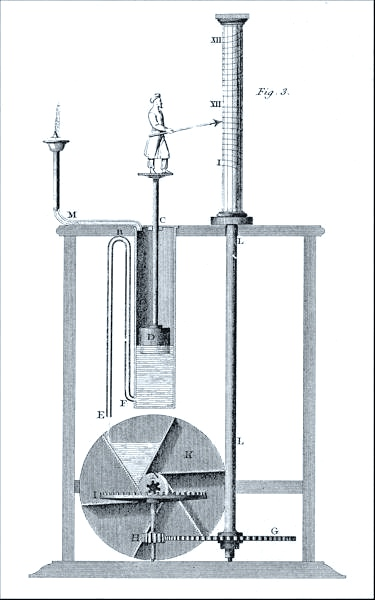
Una il·lustració d'una Clepsidra de principis de segle 19 de Ctesibi (285-222 aC) del segle tercer abans de Crist. L'indicador d'hores pujava a mesura que entrava l'aigua. Amb, una sèrie d'engranatges que feien girar un cilindre per fer correspondre a les hores temporals.

Alguns estudiosos sospiten que la clepsydra es podria haver utilitzat com a cronòmetre per imposar un límit de temps a les visites dels clients als bordells atenencs. Poc després, a principis del segle iii aC, el metge hel·lenístic Herophilos va emprar una clepsídra portàtil en les seves visites a Alexandria per mesurar els batecs dels seus pacients. En comparar la taxa per grups d’edat amb conjunts de dades obtinguts empíricament, va poder determinar la intensitat del trastorn.
Entre el 270 aC i el 500 dC, horòlegs i astrònoms hel·lenístics (Ctesibi, Heró d'Alexandria, Arquimedes) i romans estaven desenvolupant rellotges d'aigua mecanitzats més elaborats. La complexitat afegida tenia com a objectiu regular el flux i proporcionar mostres més elegants del pas del temps. Per exemple, alguns rellotges d’aigua feien sonar campanes i gongs, mentre que d'altres obrien portes i finestres per mostrar figuretes de persones o punteres moguts i esferes. Alguns van mostrar fins i tot models astrològics de l'univers. L'enginyer Filó de Bizanci del segle iii aC es referia en els seus treballs als rellotges d'aigua ja equipats amb un mecanisme d'escapament, el més antic conegut d'aquest tipus.
El major assoliment de la invenció de les clepsídries durant aquest temps, però, va ser de Ctesibi amb la incorporació d’engranatges i un indicador de marcatge per mostrar automàticament l’hora a mesura que la durada dels dies canviava durant tot l’any, a causa del cronometratge temporal utilitzat durant el dia. A més a més, un astrònom grec, Andrònic de Cirre, va supervisar la construcció del seu Horologion, conegut avui dia com la Torre dels Vents, al mercat d’ Atenes (àgora) a la primera meitat del segle I aC. Aquesta torre de rellotge octogonal mostrava als acadèmics i als compradors tant rellotges de sol com indicadors horaris mecànics. Incloïa una clepsídra que contava 24 hores amb uns indicadors dels vuit vents dels quals la torre va rebre el seu nom, i mostrava les estacions de l'any i les dates i períodes astrològics.

### Món islàmic medieval

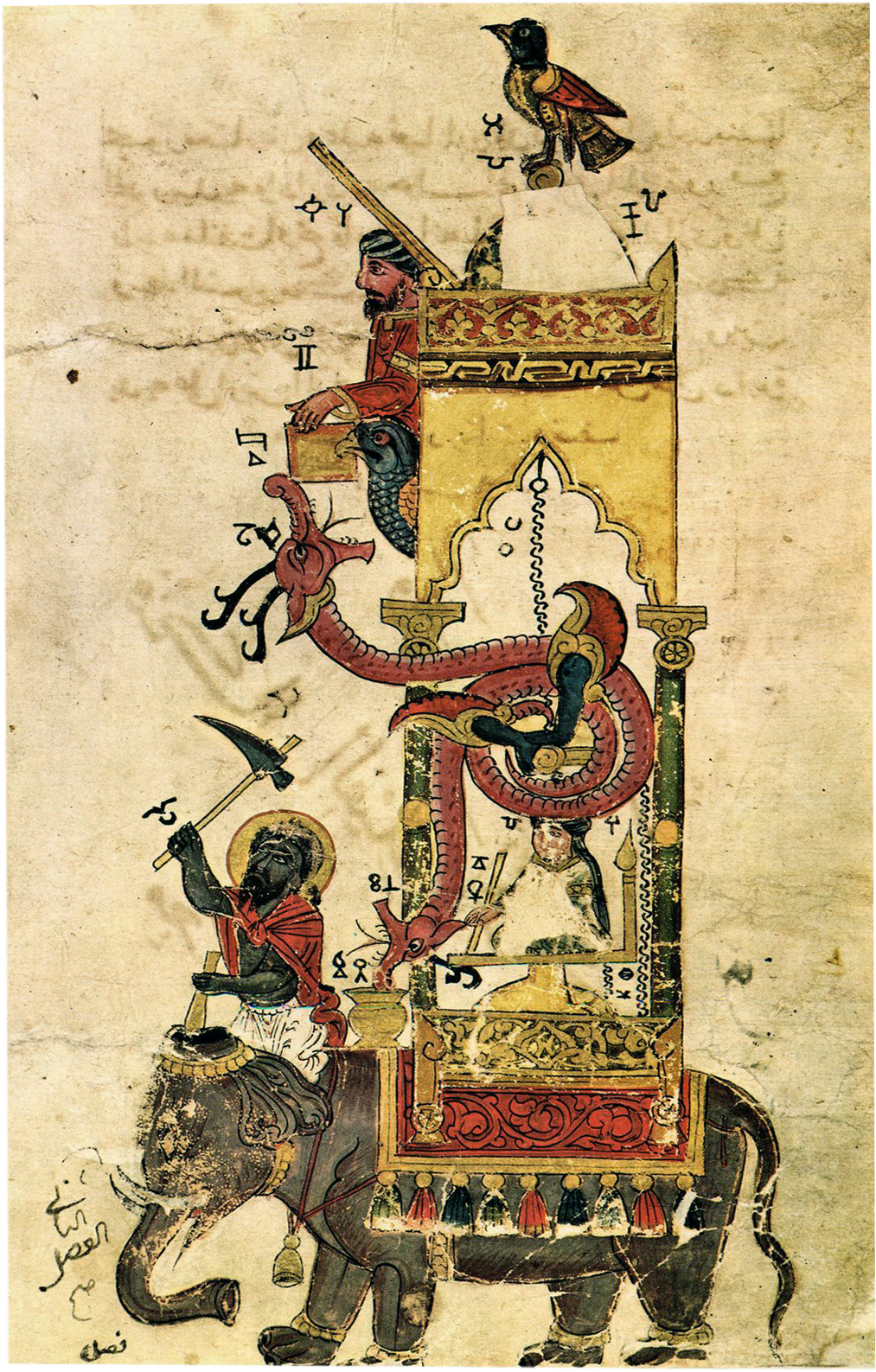
Rellotge d'aigua d'elefant d' Al-Jazari (1206).

Al món islàmic medieval (632-1280), l’ús de rellotges d’aigua té les seves arrels d’Arquimedes durant l’ascens d’ Alexandria a Egipte i continua per l'Imperi Romà d'Orient. Els rellotges d’aigua de l'enginyer àrab Al-Jazari, però, estan acreditats per haver anat "molt més enllà de tot" que els havia precedit.
El tractat 1206 d'Al-Jazari, descriu un dels seus rellotges d'aigua, el rellotge d'elefant. El rellotge registrava el pas de les hores temporals, cosa que significava que s’havia de canviar la velocitat del cabal diàriament perquè coincidís amb la durada desigual de tot l’any. Per aconseguir-ho, el rellotge tenia dos tancs, el tanc superior estava connectat als mecanismes d’indicació de l’hora i la part inferior estava connectada al regulador de control de cabal. Bàsicament, a l'alba, l'aixeta s'obria i l'aigua fluïa des del tanc superior fins al tanc inferior mitjançant un regulador de flotador que mantenia una pressió constant al tanc receptor.

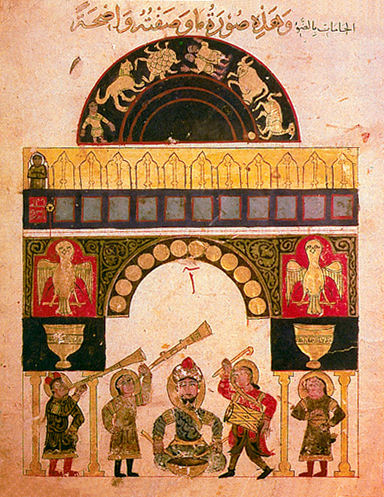
Rellotge automàtic de castell d'Al-Jazari, alimentat per aigua, del segle XII.

El rellotge astronòmic més sofisticat amb aigua va ser el rellotge del castell d' Al-Jazari, considerat per alguns com un primer exemple d'un ordinador analògic programable, el 1206. Era un dispositiu complex que d'uns 11 peus (3.4 m) alçària i tenia múltiples funcions a part del cronometratge. Incloïa una mostra del zodíac i les òrbites solars i lunars, i un punter en forma de mitja lluna que es traslladava per la part superior d’una porta d’accés, mogut per un carro amagat i provocant l’obertura d'unes portes automàtiques, que destapaven, un maniquí cadascuna. Es podia programar la durada del dia i de la nit per tenir en compte els canvis al llarg de l'any, i també tenia cinc autòmats músics que reproduïen música automàticament i que es movien amb palanques accionades per un arbre de lleves ocult connectat a una roda d’aigua. Altres components del rellotge del castell incloïen un embassament principal amb un flotador, una cambra de flotador i un regulador de cabal, una placa i un abeurador de vàlvules, dues politges, un disc de mitja lluna que mostrava el zodíac i dos autòmats de falcons que llançaven boles als gerros.
Els primers rellotges d’aigua que van utilitzar complexos engranatges segmentaris i epicícloidals van ser inventats anteriorment per l'enginyer àrab Ibn Khalaf al-Muradi a la Ibèria Islàmica l'any 1.000. Els seus rellotges d’aigua eren conduïts per rodes d’aigua, com també va ser el cas de diversos rellotges d’aigua xinesos al segle xi. Es van construir rellotges d’aigua comparables a Damasc i Fes. Aquest últim (Dar al-Magana) roman operatiu avui dia amb un mecanisme s’ha reconstruït. El primer rellotge europeu que va utilitzar aquests engranatges complexos va ser el rellotge astronòmic creat per Giovanni de Dondi al c. 1365. Igual que els xinesos, els enginyers àrabs de l’època també van desenvolupar un mecanisme d’escapament que van utilitzar en alguns dels seus rellotges d’aigua. El mecanisme d'escapament tenia la forma d'un sistema de cap constant, mentre uns flotadors pesats s'utilitzaven com a pesos.

### Corea

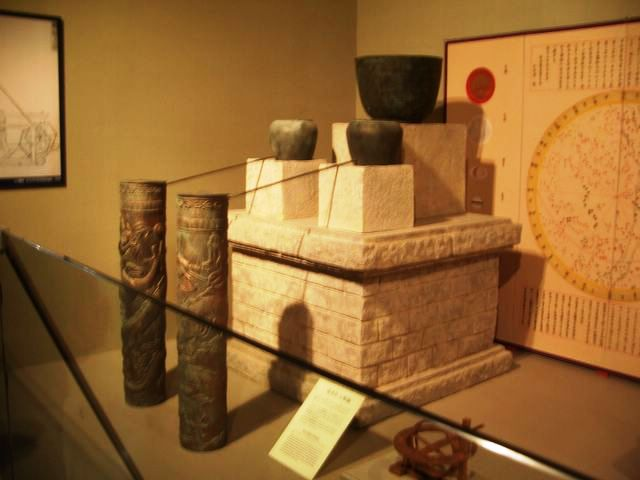
Un model incomplet reduït del rellotge d’aigua impactant de Jang Yeong-sil

El 1434 durant la dinastia Choson (o Joseon), Jang Yeong-sil (també transcrit de diverses maneres Chang Yongsil o Jang Young Sil) (장영실 en coreà), la guàrdia del palau i més tard l'enginyer en cap dels tribunals van construir el Jagyeongnu (rellotge d'aigua autocollant o rellotge d’aigua) per al rei Sejong.
El que va fer que el Jagyeongnu es fes autocollant (o automàtic) va ser l’ús de mecanismes de treball de galls, mitjançant els quals tres figures de fusta (gats) colpejaven objectes per indicar l’hora. Aquesta innovació ja no requeria la dependència dels treballadors humans, coneguts com "homes del gall", per reposar-la constantment.
La singularitat del rellotge era la seva capacitat per anunciar dues vegades automàticament amb senyals visuals i sonors. Jang va desenvolupar una tècnica de conversió de senyal que va permetre mesurar el temps analògic i anunciar el temps digital simultàniament, així com separar els mecanismes de l’aigua dels mecanismes de cops operats per boles. El dispositiu de conversió s’anomenava pangmok i es col·locava sobre el vaixell d’entrada que mesurava el temps, el primer dispositiu d’aquest tipus al món. Així doncs, el Striking Palace Clepsydra és el primer rellotge de doble temps d’enginyeria hidromecànica de la història de l’horologia.

## Península ibèrica

### Ms.225 de Ripoll: Rellotge d'aigua
El Ms.225 en llatí de Ripoll redactat al voltant del 926 dC, descriu un rellotge d'aigua de tambor, que segon Millàs Vallicrosa estaria basat en el mateix model del que està descrit 350 anys més tard en el Llibre del Coneixement Astronòmic o (Libros del saber) d'Alfons X el Savi. L'erudit Millàs Vallicrosa va estudiar aquest document de Ripoll de l'any 929 del que diu de ben segur que és el manuscrit que Gerbert d'Orlhac va demanar el 9xx, després de marxar a França, a un monjo de Ripoll: "feu-nos enviar aquell manuscrit d'astronomia de Lupitus Barchinonensis (Llobet de Barcelona)". A més a més, recorda Millàs Vallicrosa la comunicació de Silvestre II amb el monestir d'Albelda (Osca) a través d'un monjo de Ripoll, molt important ja que Silvestre II va ser el principal difusor de les xifres indo-aràbigues a occident.
Descriu tres aparells: un astrolabi, com construir un "domus orologii" i com construir un "gnomon" o rellotge de sol. Sobre el "domus orologii" diu una frase sàbia: "no sabem si pot tenir relació amb el rellotge descrit per Vitruvi", però amb algunes modificacions, de fet és la primera descripció (incompleta -ja que falten uns folis a l'inici) de com construir un rellotge d'aigua de tambor, quan avui està universalment acceptat que va ser el primer el de Gerbert d'Orlhac..., podria ser el primer en construir-ne un però basant-se en el d'aquest manuscrit, com delata el seu interès demanant-ne una còpia
L'aparell més important era el "domus orologii", dels altres n'hi ha molts manuscrits, encara que hi falten les pàgines clau i, la descripció d'una caixa amb aigua, descrita en els folis del final, no es veu ben bé per a que servia i podria deixar pensar a algú, que es tracta de la "clepsidra de Vitruvi", però de forma totalment objectiva: un rellotge amb peses de plom per a "donar-li corda", com es descriu clarament en el ms.225 i amb "tintinnabula schillarum", només pot ser un rellotge de tambor d'aigua, el primer rellotge europeu de la història i fet a Catalunya.
No tenia busques, només les "tintinnabula schillarum" per a marcar els quarts i les hores, per això en fer-ho d'una forma només acústica, era tan important definir el 1er quart, el 2n quart i el 3r quart d'una hora (i a partir d'una hora completa els quarts ja pertanyen a l'hora següent), fet que només ha quedat arrelat a Catalunya i a Alemanya, que són els dos únics països que fan servir els quarts de l'hora que vindrà, com fan les campanades de tots els rellotges, p.e.: el Big Ben.
Els països que fan servir l'expressió: "diez menos veinte", "quarter to ten", "dix heures moins vingt".. (d'origen francés), hi van arribar més tard quan ja hi havia una esfera amb una busca o dues busques, ja que és una descripció gràfica, només té sentit al descriure la posició de les busques sobre l'esfera, no es pot expressar acústicament, no es pot imaginar un campanar tocant una campanada per 1/4, mitja per 2/4, i un altre cop una per 3/4, seria un embolic.

### Libros del saber:Rellotge d'aigua

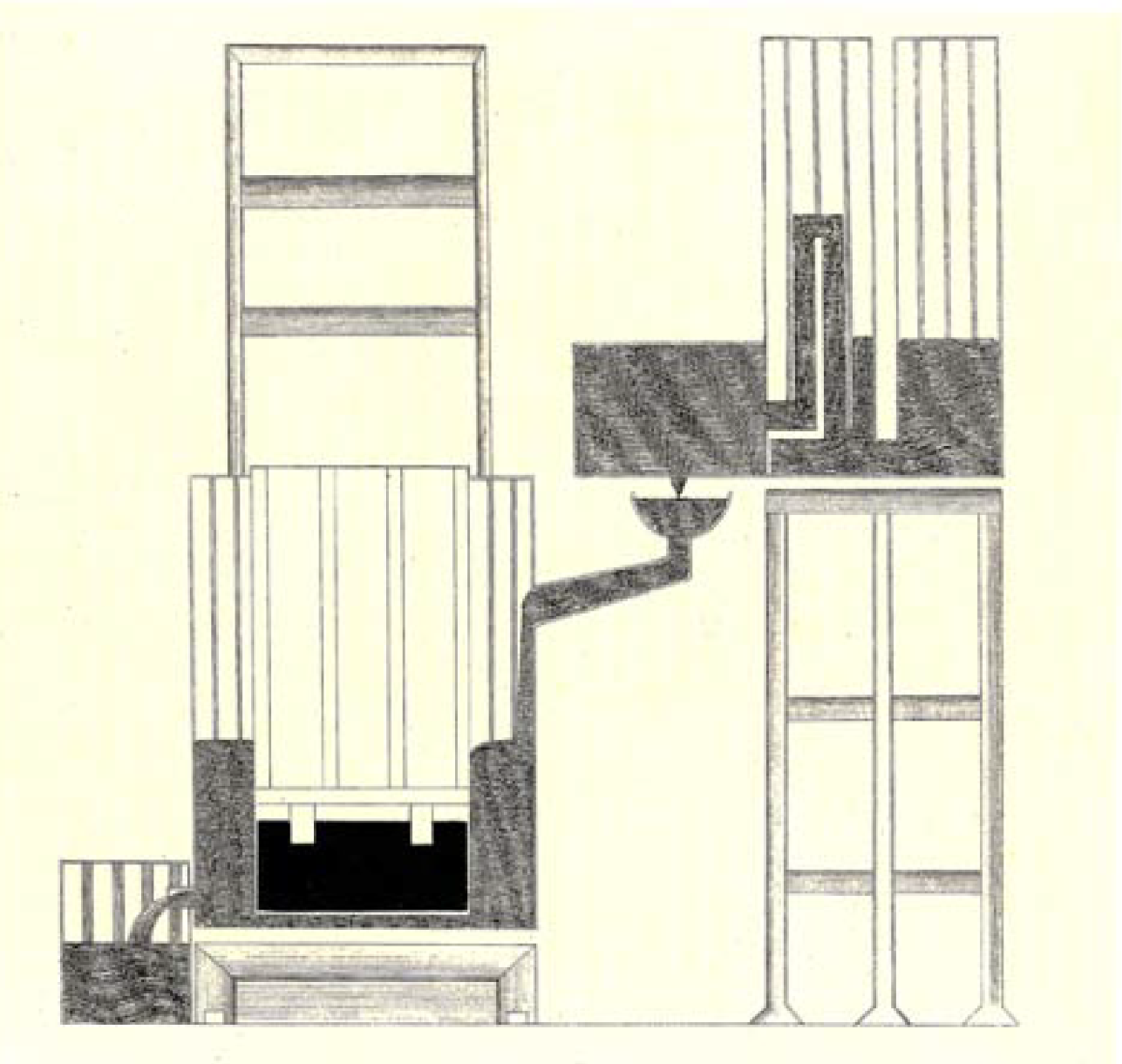
Libros del Saber

Escrit al voltant de 1268, el Llibre del Coneixement Astronòmic (Libros del saber) descriu un rellotge d'aigua de tradició antiga i un rellotge de mercuri del tipus rellotge d'aigua de tambor, segon Millàs Vallicrosa el d'aigua estaria basat en el mateix q està descrit en el Ms.225 de Ripoll
El compilador del llibre del coneixement és de l'opinió que la descripció d'aquest rellotge, en les seves fonts, era "molt magra" i que l'adaptava una mica amb els seus coneixements personals... L'edició dels Libros del saber de astronomía, Madrid - 1866, inclou un diagrama d'aquesta màquina que va servir de model per a una reproducció realitzada pel Museu d'Història de la Ciència i de la Tècnica de l'Islam de Frankfurt. El rellotge sembla tenir un tanc superior on el flux està regulat per un compensador de pressió. Alimenta un contenidor inferior per flotar que permet llegir, en suposades escales zodiacals, les hores temporals corresponents.

### Libros del saber:Rellotge de mercuri

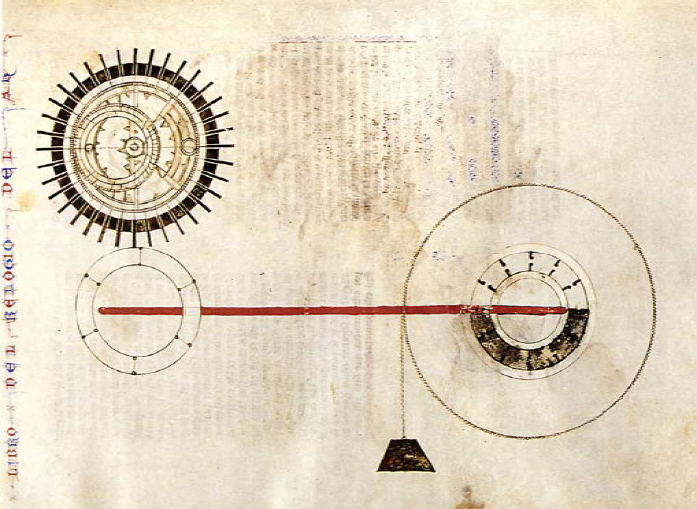
Rellotge de mercuri.

És de disseny atípic. El principi del seu funcionament es desenvolupa a la pàgina del rellotge d'aigua de tambor: succintament, un pes, unit a un cable embolicat al voltant d'un tambor cilíndric orientat, el gira. El moviment està regulat per un dispositiu hidràulic utilitzant mercuri i integrat en el cilindre. El moviment rotacional del tambor es transmet, a través d'un engranatge a un astrolabi que indicarà l'hora. La il·lustració en el llibre del coneixement és un assaig sobre la representació de la perspectiva del sistema; De fet, el tambor i l'astrolabi estan un darrere l'altre.
Alguns autors com Gerhard Dohrn-van Rossum, a La història de l'hora, pensen que aquest tipus de rellotge és un concepte que mai va ser realitzat pels àrabs. No obstant això, el seu principi va donar lloc, diversos segles més tard, a la fabricació de rellotges d'aigua d'aquest tipus (sense astrolabi) principalment a Itàlia i França. Les reproduccions d'aquest rellotge de mercuri han estat realitzades pel Museu de Frankfurt. d'una banda i de Silvio A. Bedini, de l'altra. Aquest últim va seguir el model del llibre de coneixements i va realitzar proves operatives que van resultar inconcluses.. De fet, el moviment rotacional de la màquina era bastant caòtic i de vegades s'aturava aleatòriament.

## Dissenys moderns

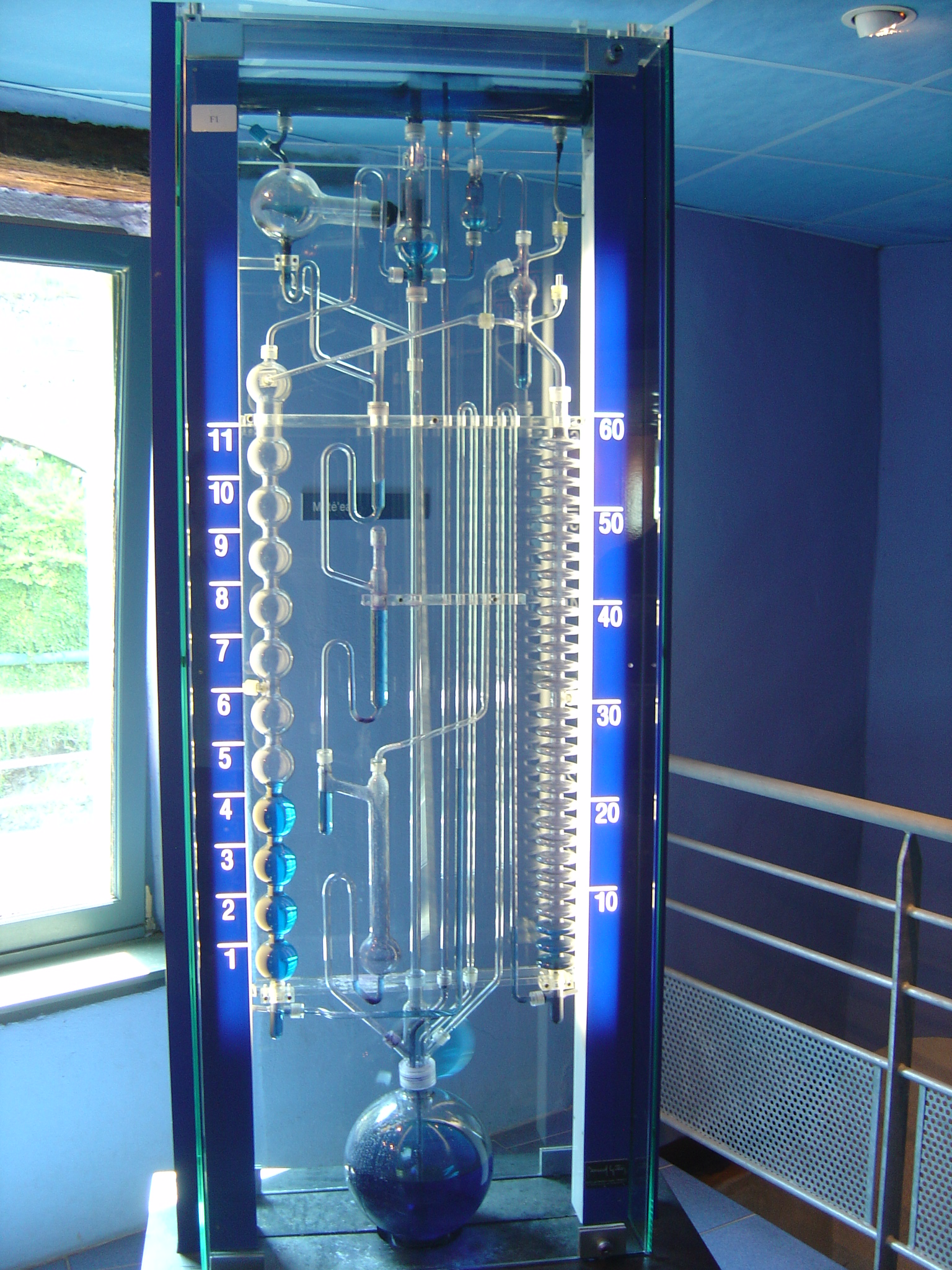
Rellotge Time-Flow de Bernard Gitton, que mostra un temps de 4:06

El 1979, el científic francès Bernard Gitton va començar a crear els seus rellotges Time-Flow, que són un enfocament actual de la versió històrica. Els seus dissenys de tub de vidre únic es poden trobar en més de 30 ubicacions a tot el món, incloent una en Museu de Ciències Nemo a Amsterdam, Europa-Center 's El rellotge de la Llacuna Temps a Berlín, Centre mil·lennis comercial a Guadalupe, el rellotge d'aigua gegant a l' Museu Infantil d'Indianapolis a Indianàpolis, Indiana, l'aeroport internacional d'Abbotsford (anteriorment al centre comercial Sevenoaks) a Abbotsford, Colúmbia Britànica, i el Shopping Iguatemi a São Paulo i Porto Alegre, Brasil
El disseny de Gitton es basa en la gravetat que alimenta múltiples sifons en el mateix principi que la copa pitagòrica ; per exemple, després d’arribar al nivell de l’aigua dels tubs de visualització de minuts o hores, un tub de desbordament comença a actuar com a sifó i, per tant, buida el tub de visualització. El cronometratge real es realitza mitjançant un pèndol calibrat, alimentat per un corrent d’aigua que surt del dipòsit del rellotge.
El pèndol té un recipient acuradament construït; mesura l'aigua que s'aboca al sistema de visualització. Això significa que, en sentit estricte, no es tracta de rellotges d’aigua. L'aigua s'utilitza per alimentar el pèndol i per mostrar l'hora al sistema de visualització. Hi ha altres dissenys moderns de rellotges d’aigua, com ara el rellotge d’aigua Royal Gorge a Colorado, el Woodgrove Mall de Nanaimo, Columbia Britànica i el rellotge d’aigua Hornsby a Sydney, Austràlia.

## Temperatura, viscositat de l’aigua i precisió del rellotge
Quan es pot descuidar la viscositat, la taxa de sortida de l'aigua es regeix per la llei de Torricelli, o més generalment, pel principi de Bernoulli. La viscositat dominarà la velocitat de sortida si l’aigua surt a través d’un broc suficientment llarg i prim, tal com dona l'equació de Hagen-Poiseuille. Aproximadament, el cabal és per a aquest disseny inversament proporcional a la viscositat, que depèn de la temperatura. Els líquids generalment es tornen menys viscosos a mesura que augmenta la temperatura. En el cas de l’aigua, la viscositat varia en un factor d’uns set entre zero i 100 graus centígrads.
Per tant, un rellotge d’aigua amb aquest broquet funcionaria set vegades més ràpid a 100 ° C que a 0 ° C. L’aigua és aproximadament un 25 per cent més viscosa als 20 °C que a 30 °C, i una variació de la temperatura d'un grau centígrad, en aquest interval de «temperatura ambient», produeix un canvi de viscositat d'aproximadament el dos per cent. Per tant, un rellotge d’aigua amb un broquet que mantingui una bona estona a una temperatura determinada guanyaria o perdria aproximadament mitja hora diària si fos un grau Celsius més fred o més fred. Per fer que es mantingui el temps en un minut al dia, caldria controlar la seva temperatura dins1⁄30 ° C (aproximadament1⁄17 ° Fahrenheit).
No hi ha evidència que això es fes a l'antiguitat, de manera que els rellotges d'aigua antics amb broquets prou fins i llargs (a diferència dels moderns controlats amb pèndol descrits anteriorment) no poden haver estat fiables segons els estàndards moderns. Tot i que, tot i que és possible que els rellotges moderns no es restableixin durant llargs períodes, és probable que els rellotges d’aigua es restableixin cada dia, quan s’omplien, basant-se en un rellotge de sol, de manera que l'error acumulat no hauria estat gran.